# Hesperesta hartigi
Hesperesta hartigi är en fjärilsart som beskrevs av Turati 1934. Hesperesta hartigi ingår i släktet Hesperesta och familjen spillningsmalar. Inga underarter finns listade i Catalogue of Life.